# Лант
Лант (фр. Lanthes) — коммуна во Франции, находится в регионе Бургундия. Департамент коммуны — Кот-д’Ор. Входит в состав кантона Сёр. Округ коммуны — Бон.
Код INSEE коммуны — 21340.

## Население
Население коммуны на 2010 год составляло 253 человека.
| 1962 | 1968 | 1975 | 1982 | 1990 | 1999 | 2010 |
| ---- | ---- | ---- | ---- | ---- | ---- | ---- |
| 173  | 134  | 110  | 188  | 204  | 180  | 253  |

## Экономика
В 2010 году среди 152 человек трудоспособного возраста (15—64 лет) 100 были экономически активными, 52 — неактивными (показатель активности — 65,8 %, в 1999 году было 69,5 %). Из 100 активных жителей работали 91 человек (51 мужчина и 40 женщин), безработных было 9 (5 мужчин и 4 женщины). Среди 52 неактивных 5 человек были учениками или студентами, 24 — пенсионерами, 23 были неактивными по другим причинам.